# جامپینگ برنچ (ویرجینیای غربی)
جامپینگ برنچ (به انگلیسی: Jumping Branch) یک منطقهٔ مسکونی در ایالات متحده آمریکا است که در شهرستان سامرز، ویرجینیای غربی واقع شده‌است. جامپینگ برنچ ۷۰۰٫۱۳ متر بالاتر از سطح دریا واقع شده‌است.